# Алано ди Пиаве
Ала̀но ди Пиа̀ве (на италиански: Alano di Piave; на венециански: Lan, Лан) е село и община в Северна Италия, провинция Белуно, регион Венето. Разположено е на 308 m надморска височина. Населението на общината е 2861 души (към 2014 г.).